# Srečko Huth
Srečko Huth, slovenski duhovnik, * 9. junij 1907, Ljubljana, † 19. oktober 1943, kraj smrti neznan (v virih Koprivnik ali Jereka v Bohinju).

## Življenje
Mladost je preživel v Radovljici in Podkorenu. Študiral je v ljubljanskem bogoslovju, 5. julija 1931 je bil posvečen v duhovnika. Kot kaplan je deloval v Kočevski Reki, v Gorjah pri Bledu, v Moravčah (od 1933), v Črnomlju (od 1935) in v Polju pri Ljubljani. Zatem je bil katehet (veroučitelj) v Šentvidu nad Ljubljano.
Leta 1941 se je zaradi nemške okupacije umaknil v Ljubljano, nato pa se je preselil v Šentjošt nad Horjulom oziroma k podružnici sv. Ane v Butajnovi.
Jeseni 1943 se je zopet preselil na gorenjsko stran meje, kjer je v medvojnih razmerah opravljal duhovništvo službo. 
18. oktobra 1943 so ga partizani, preoblečeni v nemške uniforme aretirali, ko se je z vozom peljal na Koprivnik. Po hudem mučenju so ga umorili 19. oktobra 1943. Pokopan naj bi bil blizu Jereke v Bohinju, kjer so našli okostnjak.
Zaradi svoje zvestobe veri in duhovniški službi je predlagan za mučenca.